# Pavel Pankov
Pavel Vadimovič Pankov (in russo Павел Вадимович Панков?; Mosca, 14 agosto 1995) è un pallavolista russo, palleggiatore della Dinamo Mosca.

## Biografia
Proviene da una famiglia fortemente legata al mondo della pallavolo: è infatti figlio dell'allenatore Vadim Pankov e dell'ex pallavolista Marina Nikulina, medaglia d'oro ai Giochi della XXIV Olimpiade di Seul, nonché fratello della pallavolista Ekaterina Pankova. È inoltre sposato con la pallavolista Alina Jarošik.

## Carriera

### Club
La carriera di Pavel Pankov inizia nella Dinamo Mosca, con la quale gioca sia con la terza che con la seconda squadra, partecipando rispettivamente alla Vysšaja Liga B e alla Vysšaja Liga A, oltre a fare una breve apparizione in prima squadra, disputando tre gare nel finale dell'annata 2011-12. Viene poi ceduto in prestito al Gazprom-Jugra, club militante in Superliga con il quale disputa la seconda parte del campionato 2013-14.
Nella stagione 2014-15 torna al club di Mosca, con cui vince la Coppa CEV. Dopo un biennio nella capitale, nella stagione 2016-17 passa al Kuzbass mentre in quella successiva si accasa allo Zenit San Pietroburgo, prima di fare nuovamente ritorno alla Dinamo Mosca a partire dall'annata 2019-20: con il club bianco-azzurro si aggiudica la Coppa di Russia 2020 e la Coppa CEV 2020-21, venendo premiato anche come MVP.

### Nazionale
A partire dal 2011 entra nel giro delle nazionali giovanili della Russia, ottenendo diversi successi, fra cui la medaglia di bronzo al campionato europeo under 19 2011 e quella d'oro all'edizione 2013, la medaglia d'oro ai mondiali under 19 e under 21 2013 e al campionato europeo under 20 2014; in diverse competizioni viene premiato anche a livello individuale come MVP. Nell'estate 2015 ottiene due titoli mondiali con le rappresentative giovanili russe, prima con l'under 23 negli Emirati Arabi Uniti e poi in Messico con l'under 21; inoltre conquista la medaglia d'oro all'Universiade di Gwangju.
Sempre nel 2015 esordisce in nazionale maggiore, con la quale quattro anni più tardi vince la medaglia di bronzo alla XXX Universiade.
Nel 2021 vince la medaglia d'argento ai Giochi della XXXII Olimpiade di Tokyo gareggiando con la squadra del Comitato Olimpico Russo sotto la sigla ROC, a seguito dell'esclusione della Russia per la questione riguardante il doping di Stato.

## Palmarès

### Club
- Coppa di Russia: 1

2020
- Coppa CEV: 2

2014-15, 2020-21

### Nazionale (competizioni minori)
- Campionato europeo under 19 2011
- Campionato europeo under 19 2013
- Campionato mondiale under 19 2013
- Campionato mondiale under 21 2013
- XII Festival olimpico della gioventù europea
- Campionato europeo under 20 2014
- XXVIII Universiade
- Campionato mondiale under 21 2015
- Campionato mondiale under 23 2015
- Campionato mondiale under 23 2017
- Universiade 2019

### Premi individuali
- 2013 - Campionato europeo under 19: Miglior servizio
- 2013 - Campionato mondiale under 19: MVP
- 2013 - XII Festival olimpico della gioventù europea: Miglior servizio
- 2014 - Campionato europeo under 20: MVP
- 2014 - Campionato europeo under 20: Miglior palleggiatore
- 2015 - Campionato mondiale under 21: MVP
- 2020 - Coppa di Russia: MVP
- 2021 - Coppa CEV: MVP